# Silviella prostrata
Silviella prostrata là loài thực vật có hoa thuộc họ Cỏ chổi. Loài này được (Kunth) Pennell miêu tả khoa học đầu tiên năm 1928.